# Johann Caspar Westphal
Johann Caspar Westphal (* 28. November 1649 in Rügenwalde, Pommern; † 24. März 1722 in Delitzsch) war Stadtphysicus in Delitzsch und Mitglied der Gelehrtenakademie „Leopoldina“.

## Leben
Johann Caspar Westphal studierte Medizin. Er promovierte an der Universität Erfurt im Jahr 1678. Er war zunächst Stadtphysicus in Mittweida in Sachsen. Später wurde er Stadtphysicus in Delitzsch und Bitterfeld und betätigte sich zudem als Schriftsteller. Er war ein Schüler von Michael Ettmüller, dessen Arbeiten er herausgab.
Am 12. August 1690 wurde Johann Caspar Westphal mit dem Beinamen ALBUCASES I. als Mitglied (Matrikel-Nr. 182) in die Leopoldina aufgenommen.

## Publikationen
- Brief an Johann Georg Volkamer, 1690.
- mit Michael Ettmüller: Opera medica theoretico-practica, 1696. (Digitalisat)
- Zweyer guten Freunde vertrauter Briefwechsel, Mikrofiche, Haag 1713.